# Papaver involucratum
Papaver involucratum är en vallmoväxtart. Papaver involucratum ingår i släktet vallmor, och familjen vallmoväxter.

## Underarter
Arten delas in i följande underarter:
- P. i. involucratum
- P. i. nigrescentehirsutum